# Бюджет проекта
Бюджет проекта – представляет собой план затрат, необходимых для его исполнения, в стоимостном выражении.
Бюджет проекта включает затраты на закупку материалов, выплату заработной платы (включая отчисления в социальные фонды), услуги сторонних организаций, амортизацию зданий, техники, оборудования и нематериальных активов.
Как правило, бюджет формируется в разрезе этапов проекта – участков работ, выполнение которых контролируется индивидуально.
Основными параметрами, влияющими на бюджет проекта, являются: длительность работ, количество участников и используемой техники, а также – специфические требования к результату.
Контроль исполнения бюджета проекта является одной из основных функций руководителя проекта. Исполнение бюджета проекта контролируется по ходу проекта: в сравнении с % выполнения работ и затратами, запланированными на этап (при завершении этапа).